# Jean-Pierre Maurin
Jean-Pierre Maurin (Avinyó, Provença, 1822 - París, 1894) fou un violinista francès.
Estudià amb molt de profit al Conservatori de París, en el qual entrà de professor el 1875 en el qual substuí a Alard, i en el que va tenir alumnes com Lucien Capet entre d'altres.
Fou un notable concertista i excel·lent professor i, en unió amb el violoncel·lista Clevillard, fundà la Société des derniers quatuors de Beethoven.